# جون دبليو. كالدويل
جون دبليو. كالدويل (بالإنجليزية: John W. Caldwell)‏ هو محامي وقاضي وسياسي أمريكي، ولد في 15 يناير 1837 في روسلفيل في الولايات المتحدة، وتوفي بنفس المكان في 4 يوليو 1903. حزبياً، نشط في الحزب الديمقراطي. وقد انتخب عضو مجلس النواب الأمريكي.